# Castello di Sparrenberg
Il castello di Sparrenberg si trova nella Renania Settentrionale-Vestfalia, in Germania, a 180 m sul livello del mare, nella Foresta di Teutoburgo, sulla collina di Sparremberg per proteggere il passo di Bielefelder e la città di Bielefeld, che era stata fondata intorno al 1214.

## Storia
Il castello fu costruito intorno al 1250 dai Conti di Ravensberg e viene menzionato per la prima volta in un documento nel 1256.
Dopo la morte di Bernardo di Ravensberg, l'ultimo conte di Ravensberg nel 1346, il castello fu ereditato dalla casa di Jülich-Kleve-Berg.
Il castello nei secoli successivi fu modificato diverse volte.
Dopo i recenti restauri, il castello si presenta come un monumento storico che può essere visitato e, dalla torre presenta un'ampia veduta sulla città di Bielefeld ed i suoi dintorni.
Nel castello vengono anche celebrati matrimoni ed altri eventi.

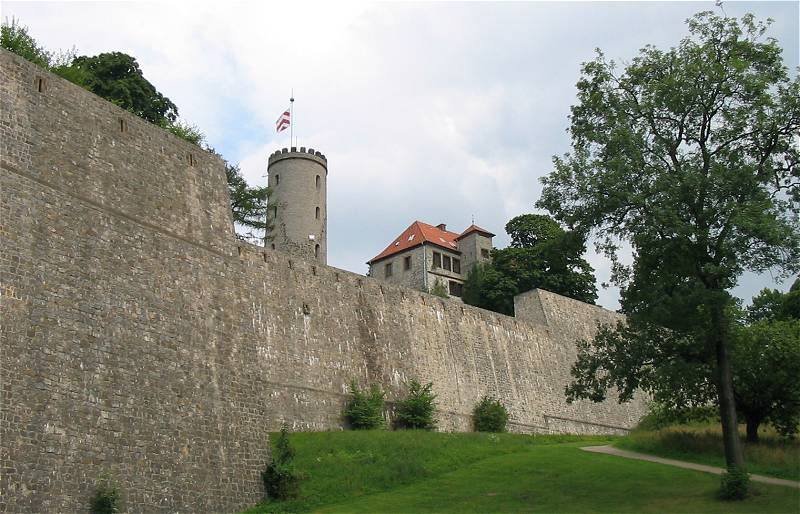
Parte della fortezza di Sparrenburg a Bielefeld
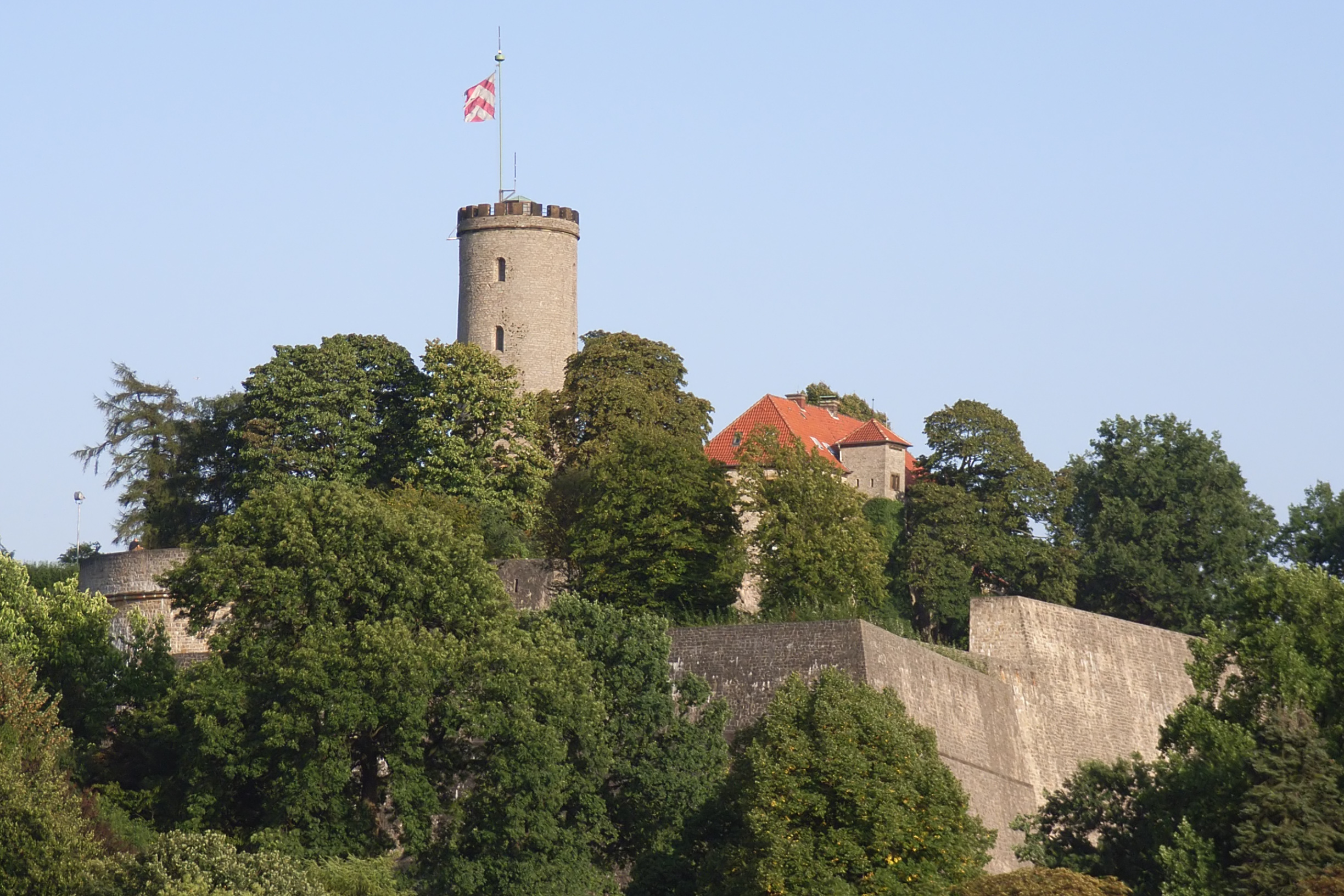
Il castello di Sparrenburg
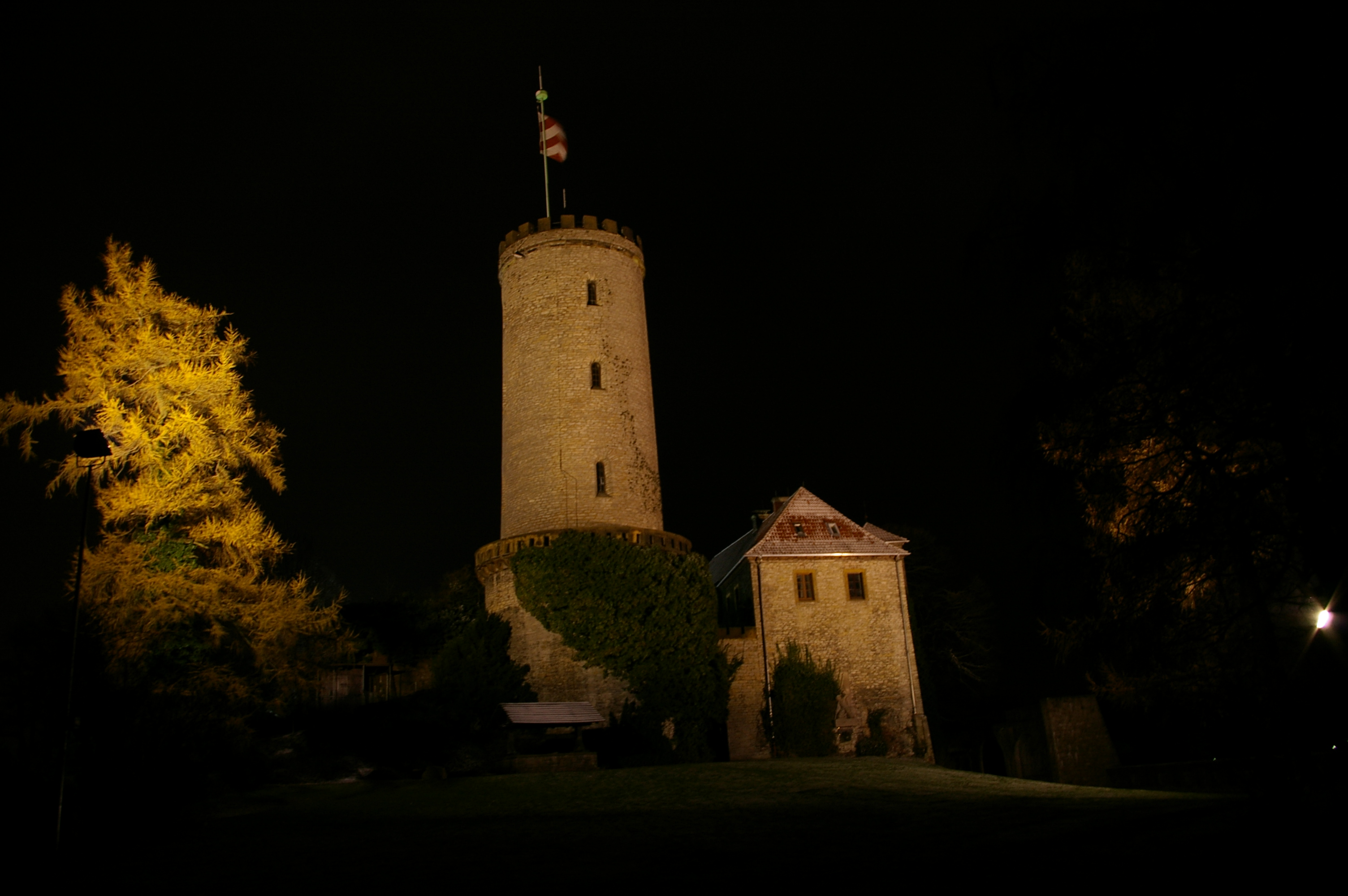
Vista notturna del castello
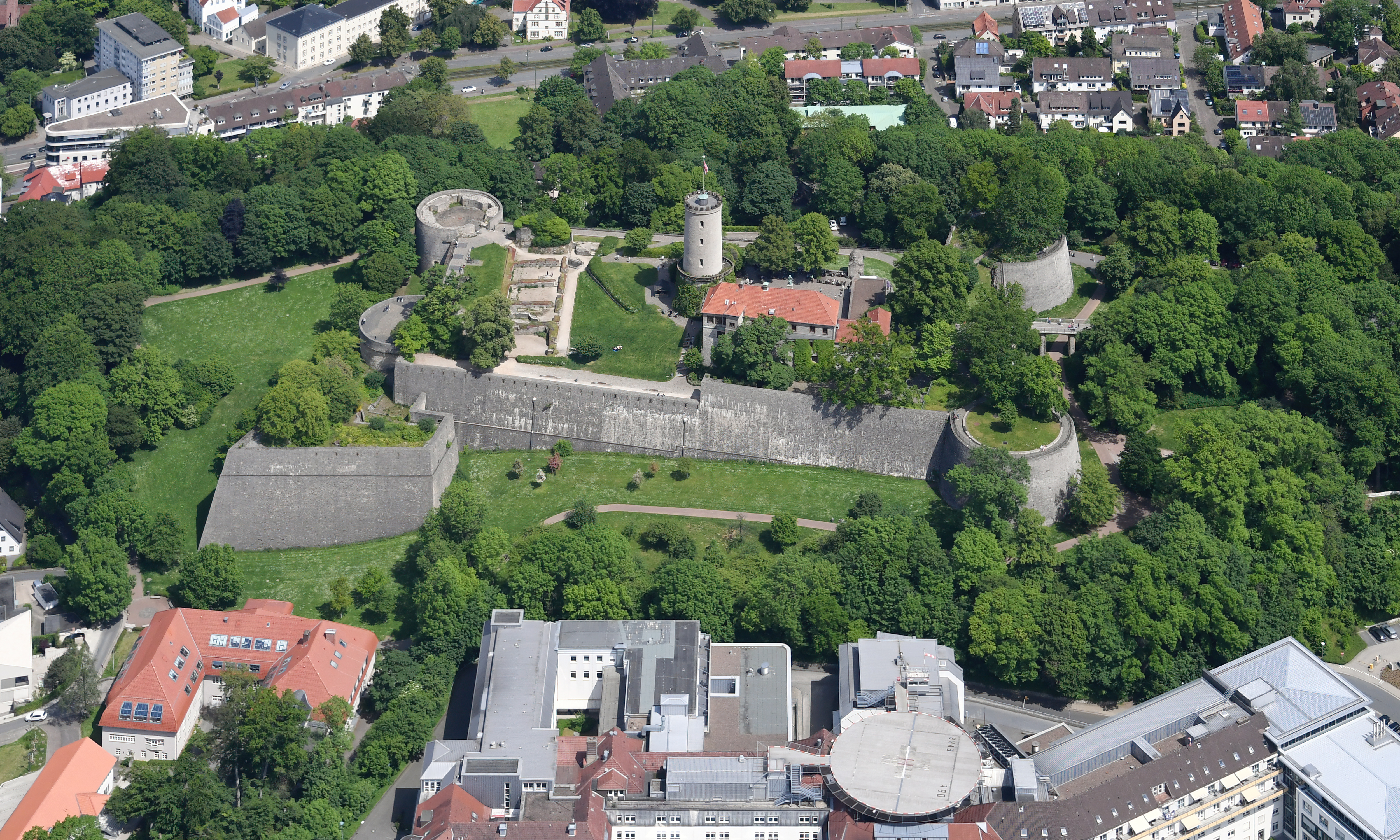
Vista aerea del castello